# نیروگاه خورشیدی خلیج فارس
نیروگاه خورشیدی خلیج فارس یک نیروگاه خورشیدی در استان همدان است که در تاریخ ۱۳۹۵/۱۱/۱۶ توسط وزیر نیرو وقت افتتاح شد. این نیروگاه قابلیت ایجاد توانی برابر با ۷ مگاوات را دارا می‌باشد.

## مشخصات مکانی
این نیروگاه در مجاورت بزرگراه همدان - ساوه و در مزارع احیایی از زمین های روستای قرخلر احداث شده که با شهر همدان ۴۴ کیلومتر فاصله دارد. این مجموعه در زمینی به مساحت ۱۰ هزار مترمربع قرار گرفته است.